# Stazione di San Rocco
La stazione di San Rocco era uno dei quattro impianti ferroviari al servizio del comune di Palestrina, situata sulla ferrovia Roma-Fiuggi-Alatri-Frosinone.

## Storia
La fermata venne inaugurata il 12 giugno 1916 in concomitanza con l'apertura della tratta da Roma a Genazzano.
Venne chiusa al traffico il 26 dicembre del 1983, insieme alla tratta San Cesareo-Genazzano, a causa di una frana avvenuta il 27 dicembre dello stesso anno, che fu pretesto per una chiusura "temporanea" della linea, che a distanza di pochi mesi divenne definitiva.

## Strutture e impianti
La fermata, ubicata in un tratto in cui la ferrovia corre adiacente alla via Prenestina, disponeva del solo binario di corsa passante e di un marciapiede coperto da pensilina.
Al 2014 la struttura è utilizzata come fermata di autolinee COTRAL della direttrice Fiuggina.

## Movimento
La stazione era interessata solamente da traffico passeggeri.